# Sacro Monte di Varallo
Il Sacro Monte di Varallo rappresenta l'esempio più antico e di maggior interesse artistico tra i Sacri Monti presenti nell'area alpina lombardo-piemontese. Si compone di una basilica, che costituisce la stazione finale di un percorso che si snoda tra vie e piazzette, e quarantaquattro cappelle affrescate e popolate da circa ottocento statue (terracotta policroma o legno) a grandezza naturale.
È situato nel comune di Varallo (VC), in Valsesia.
Insieme agli altri 8 Sacri Monti del Piemonte e della Lombardia è stato dichiarato patrimonio mondiale dell'umanità (Parigi, 4 luglio 2003). L'area in cui sorge fa parte di una riserva naturale della Regione Piemonte (Riserva speciale del Sacro Monte di Varallo). Nel 2012 è stato creato l'Ente di Gestione dei Sacri Monti con lo scopo di tutelare, gestire e promuovere il ricco patrimonio dei complessi.

## Storia

### L'iniziativa di Bernardino Caimi
L'idea dell'edificazione di un Sacro Monte posizionato su una parete rocciosa che domina l'abitato di Varallo fu concepita nel 1481 dal frate francescano Bernardino Caimi. Verso la metà del XV secolo aveva cominciato a diffondersi, in Occidente, un forte bisogno di riprodurre i luoghi della Terra santa, verso la quale il pellegrinaggio stava diventando sempre più pericoloso a causa dei Turchi. Esempi di questa necessità sono, in primo luogo, le chiese a pianta rotonda, che richiamano la Basilica del Santo Sepolcro a Gerusalemme o il grande Santuario di Santa Maria delle Grazie, presso Forlì voluto nel 1450 da un ex pirata albanese convertito, Pietro Bianco da Durazzo, che fu in stretti rapporti con Bernardino da Siena. Alla base del progetto di Bernardino Caimi vi era, dunque, il desiderio di riprodurre, a beneficio dei fedeli, non più la sola Basilica della Resurrezione, ma tutti i luoghi più emblematici della Terra santa: il luogo doveva rappresentare un'autentica alternativa al pellegrinaggio; di qui l'espressione Nuova Gerusalemme, successivamente impiegata per identificare il Sacro Monte di Varallo.
Dietro a queste rappresentazioni stava, inoltre, una forte intenzione pedagogica cara alla spiritualità francescana, attenta a promuovere l'immedesimazione dei fedeli con l'esempio dato dalla figura di Gesù: da qui il progetto di un percorso devozionale sulle tracce della memoria dei luoghi sacri al cattolicesimo, popolata con le scene del racconto evangelico.
Nel 1486, ricevute le necessarie autorizzazioni e contando su importanti donazioni - anche in virtù dei buoni rapporti con Ludovico il Moro - Padre Caimi poté vedere l'inizio dell'edificazione della chiesa di Santa Maria delle Grazie, annessa al convento francescano, e quella delle prime cappelle del Sacro Monte.
Nel 1491 risultavano terminate le cappelle del Santo Sepolcro, dell'Ascensione e della Deposizione (da quest'ultima proviene verosimilmente il Compianto ligneo, opera dei milanesi Giovanni Pietro e Giovanni Ambrogio De Donati, ora alla Pinacoteca civica di Varallo).
La morte di Padre Caimi (1498 o 1499) non arrestò il programma di edificazione, soprattutto vista la notorietà che il Sacro Monte iniziava ad avere come meta di pellegrinaggi devozionali e l'approvazione ricevuta dal Ducato di Milano.

### Gaudenzio Ferrari, Galeazzo Alessi e San Carlo Borromeo
A partire dai primi anni del XVI secolo il regista dell'impresa del Sacro Monte fu il pittore, scultore ed architetto valsesiano Gaudenzio Ferrari. Nativo di Valduggia, crebbe artisticamente con le prime realizzazioni del Sacro Monte fino a diventare protagonista del suo sviluppo; vi lavorò sino al 1528 come progettista di alcune cappelle, autore di numerose sculture (dapprima lignee, poi in terracotta) e di affreschi che, nelle cappelle, fanno da sfondo alle scene sacre. Suo è anche, a conti fatti, il lascito poetico che segnerà le produzioni artistiche successive.
Quando Gaudenzio Ferrari lasciò il Sacro Monte, il luogo aveva ormai una relativa maestosità scenica. Con la crescita dell'afflusso dei fedeli (tra i pellegrini illustri si ricorda sant'Angela Merici, fondatrice delle Orsoline, il duca Francesco II Sforza, la futura madre di san Carlo Borromeo ed altri ancora), il programma edificatorio riprese e continuò grazie all'interessamento di altri artisti, a cominciare da allievi di Gaudenzio Ferrari come Giulio Cesare Luini, Fermo Stella da Caravaggio; e altri come Giacomo Paracca di Valsolda (l'artefice delle statue della Strage degli innocenti) e i fratelli Della Rovere detti i Fiammenghini.
Negli anni 1565-68 i lavori proseguirono sotto la direzione dell'architetto Galeazzo Alessi, che concepì una nuova disposizione delle cappelle, non più su base topologica (con l'evidenza dei luoghi di pellegrinaggio Nazaret, Betlemme e Gerusalemme, com'era nel disegno iniziale di Bernardino Caimi) ma cronologica, per consentire al visitatore di seguire, di cappella in cappella, le tappe del cammino terreno di Gesù.

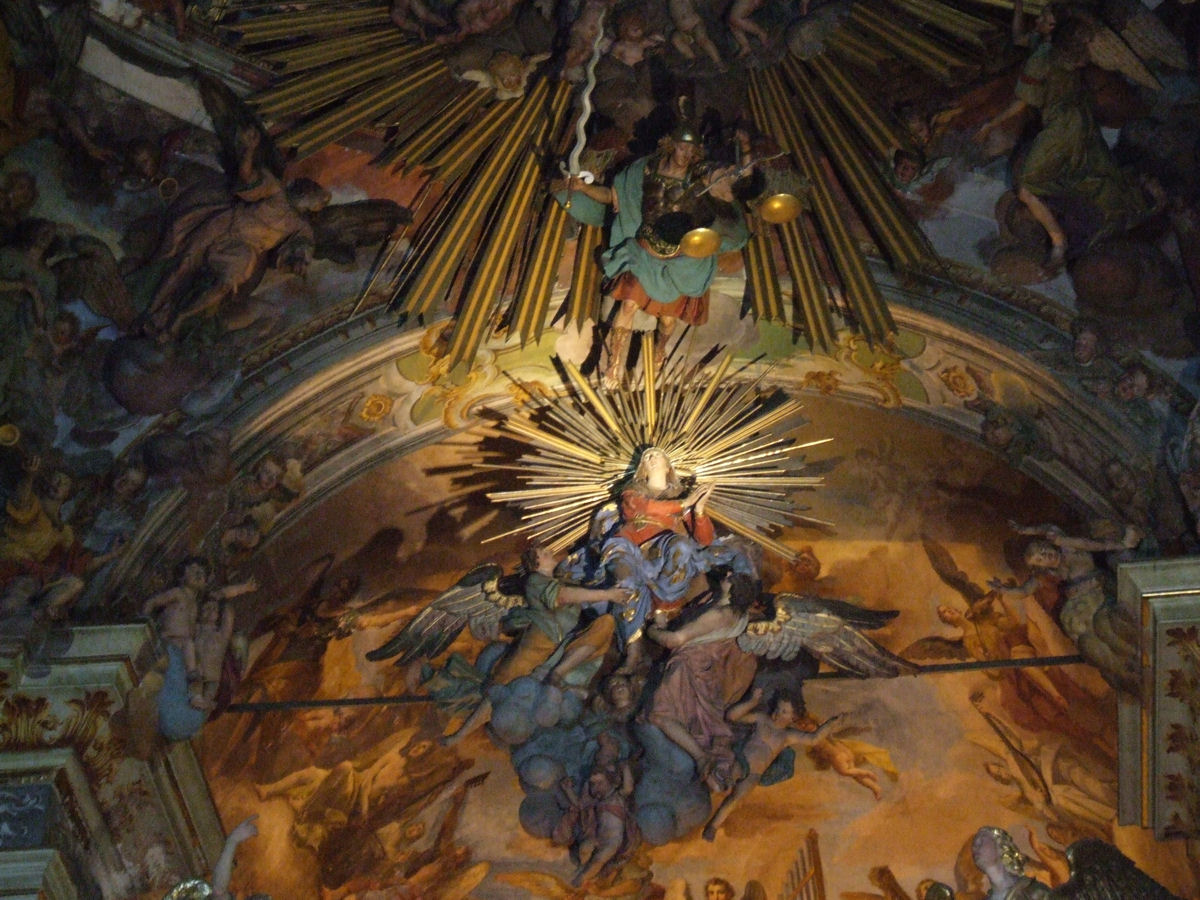
Basilica dell'Assunta: Assunzione di Maria in cielo

A partire dalla seconda metà del Cinquecento fu soprattutto san Carlo Borromeo a occuparsi della sorte del Sacro Monte. Il santo vi fece visita per ben quattro volte ed il suo carisma accrebbe ancor più il prestigio della Nuova Gerusalemme. Un sacello presso la Cappella del Sepolcro ricorda il luogo in cui il Santo amava raccogliersi in preghiera.
Anche gli esponenti di Casa Savoia, a partire dalla visita di Carlo Emanuele I nel 1583, dimostrarono uno speciale interessamento nei riguardi di questo luogo.

### Il grande cantiere del XVII secolo
Dopo un rallentamento dei lavori nell'ultima parte del XVI secolo, una vistosa ripresa della costruzione del grandioso complesso si ebbe nel XVII secolo sotto l'impulso e l'attenta sovrintendenza del vescovo di Novara Carlo Bascapè, che seguì nella dottrina e nelle opere il magistero di san Carlo Borromeo.
Si aggiunsero nuove cappelle dedicate ai momenti salienti della Passione di Gesù, per i quali vennero interessati artisti quali il pittore perugino Domenico Alfano, lo scultore di origine fiamminga Giovanni Wespin, detto Il Tabacchetti e, infine, un artista di prima grandezza nel panorama pittorico lombardo del primo Seicento, Pier Francesco Mazzucchelli detto il Morazzone. Soprattutto, si vede l'esordio e la grande ascesa della grande stagione narrativa e compositiva impartita di Giovanni D'Enrico, architetto e scultore, e dei suoi fratelli pittori Melchiorre e Antonio, provenienti da Alagna Valsesia.
Tra le ultime tappe artisticamente più significative si trova la costruzione del Palazzo di Pilato con la Scala Santa, costruita sul modello di quella romana di San Giovanni in Laterano. Proprio durante questa edificazione l'équipe dei D'Enrico si completa con l'arrivo di Antonio - noto come Tanzio da Varallo - che raggiunse i fratelli al Sacro Monte di ritorno dal suo apprendistato in Italia centro-meridionale per eseguire gli affreschi delle cappelle della Passione.
Si concretizzò in questo periodo il "piano urbanistico" già concepito da Galeazzo Alessi relativamente alla parte sommitale del Monte, con cappelle che si dovevano disporre nei palazzi e nei porticati in stile rinascimentale destinati, ad di là della Porta Aurea, ad affacciarsi sulla Piazza dei Tribunali e sulla Piazza del Tempio.
In quegli stessi anni (1614) per impulso del Vescovo Carlo Bescapè, ebbe inizio anche la costruzione della nuova Basilica dell'Assunta, su disegni di Bartolomeo Ravelli e di Giovanni d'Enrico. La sua costruzione si sviluppò per tappe successive protraendosi sino al 1713.

### Vedute del Sacro Monte

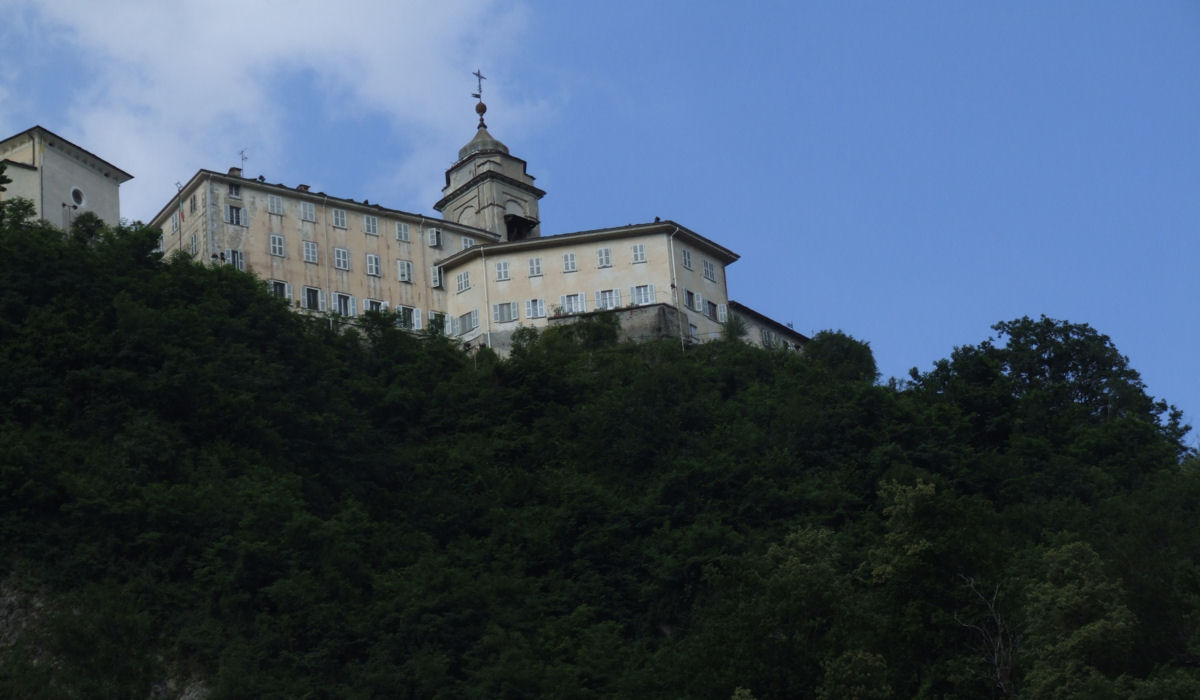
Veduta del Supra montem
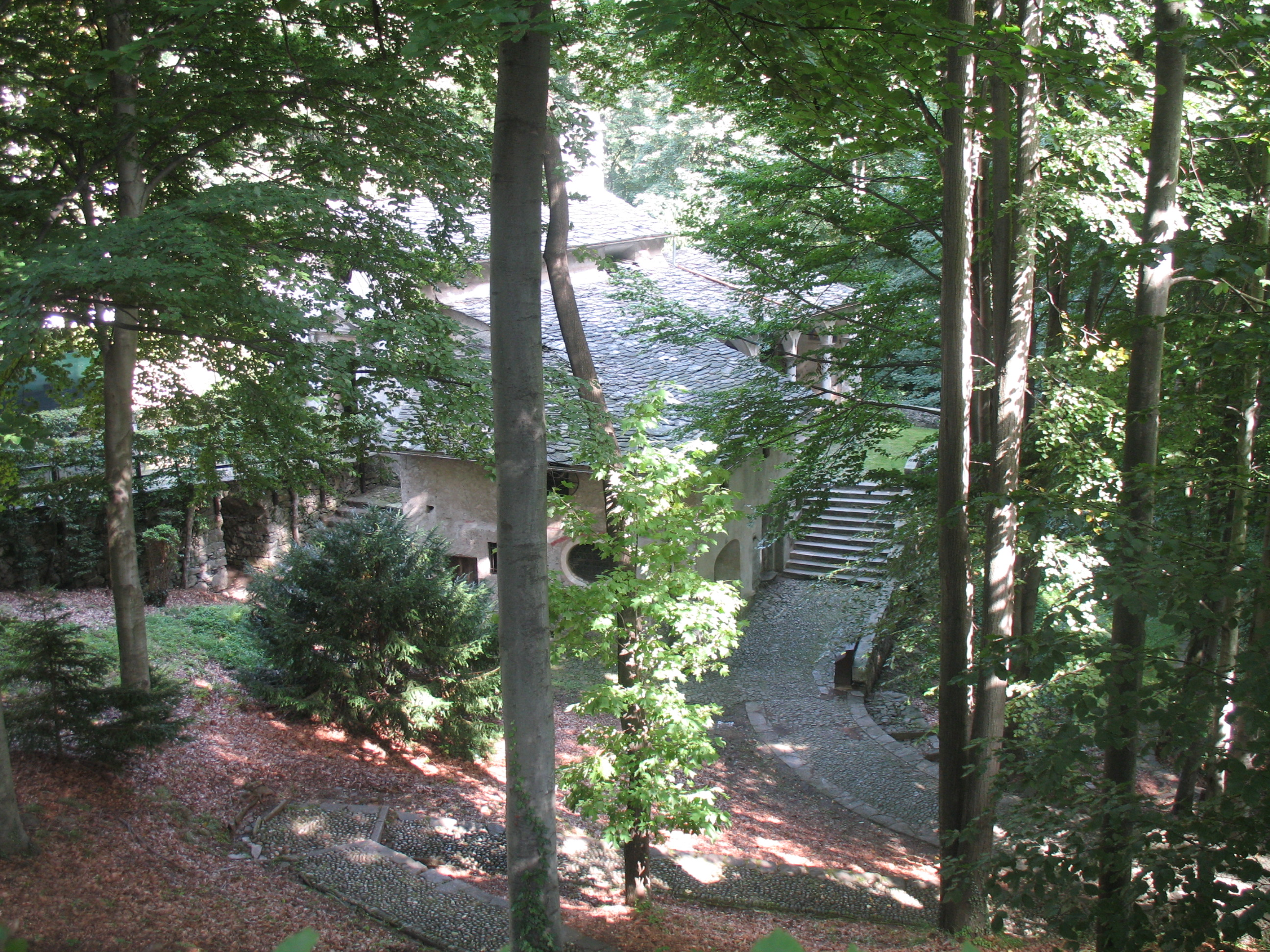
Veduta del parco e delle cappelle
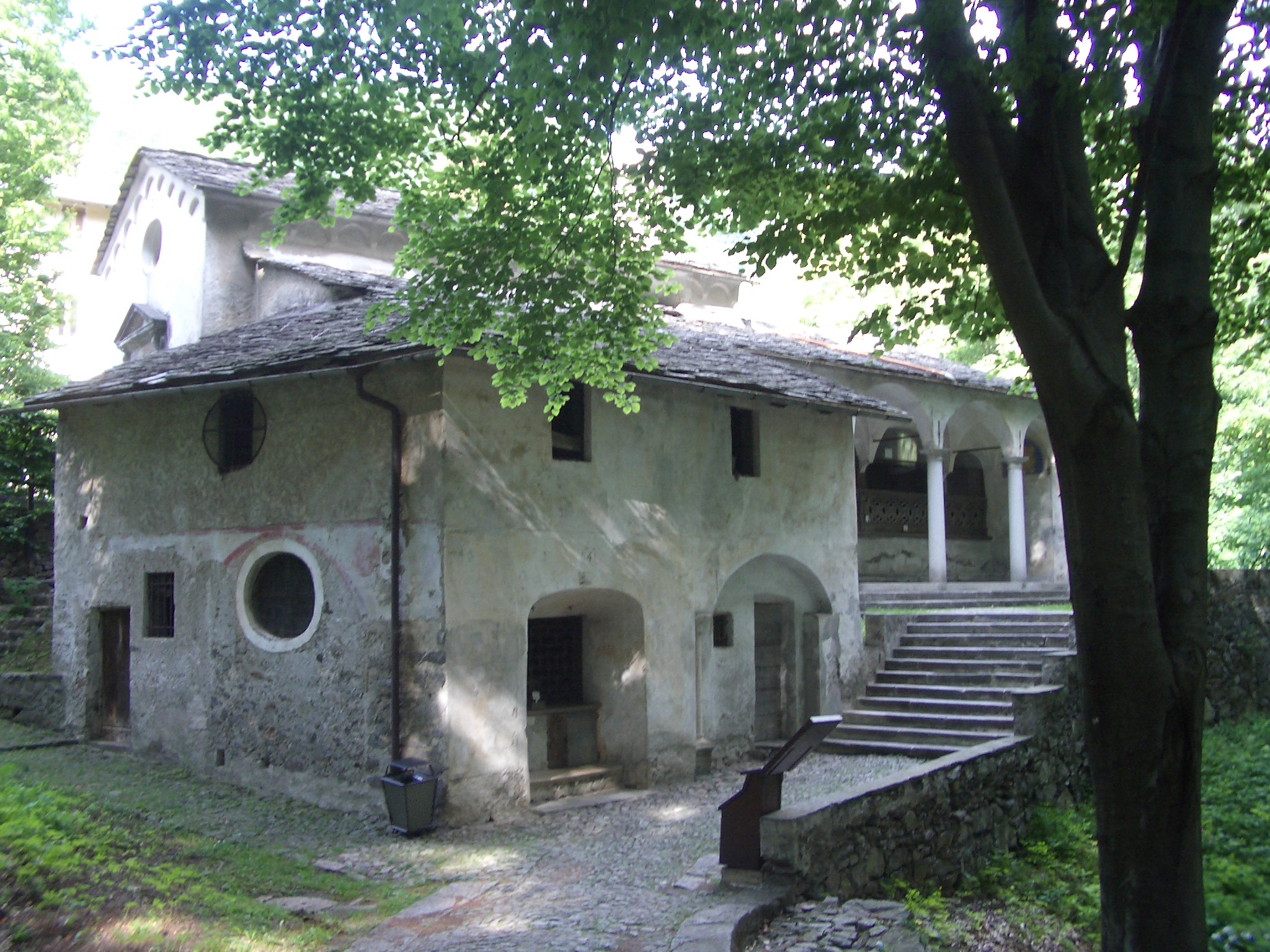
Cappelle dell'Annunciazione (struttura con le cappelle II, III, IV)
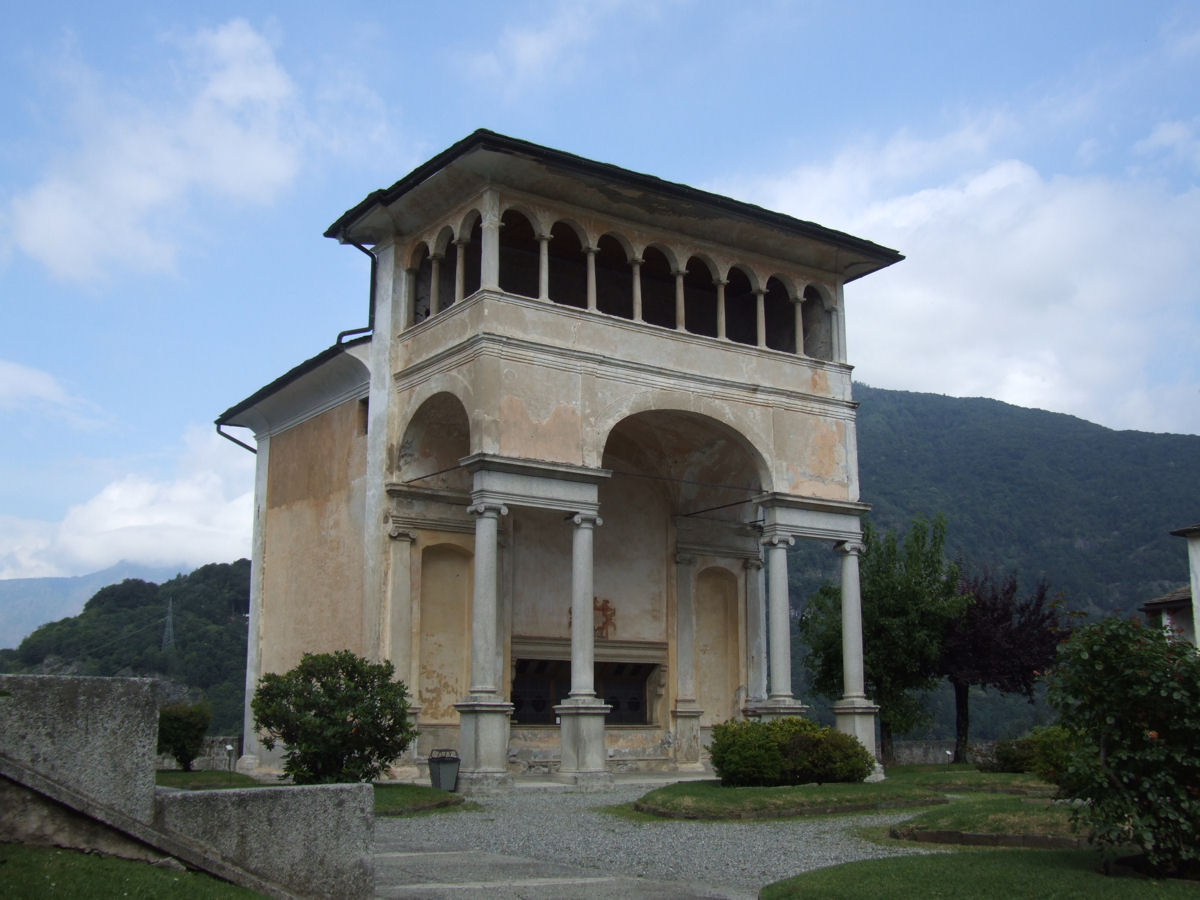
Cappella XXVIII, Gesù al tribunale di Erode
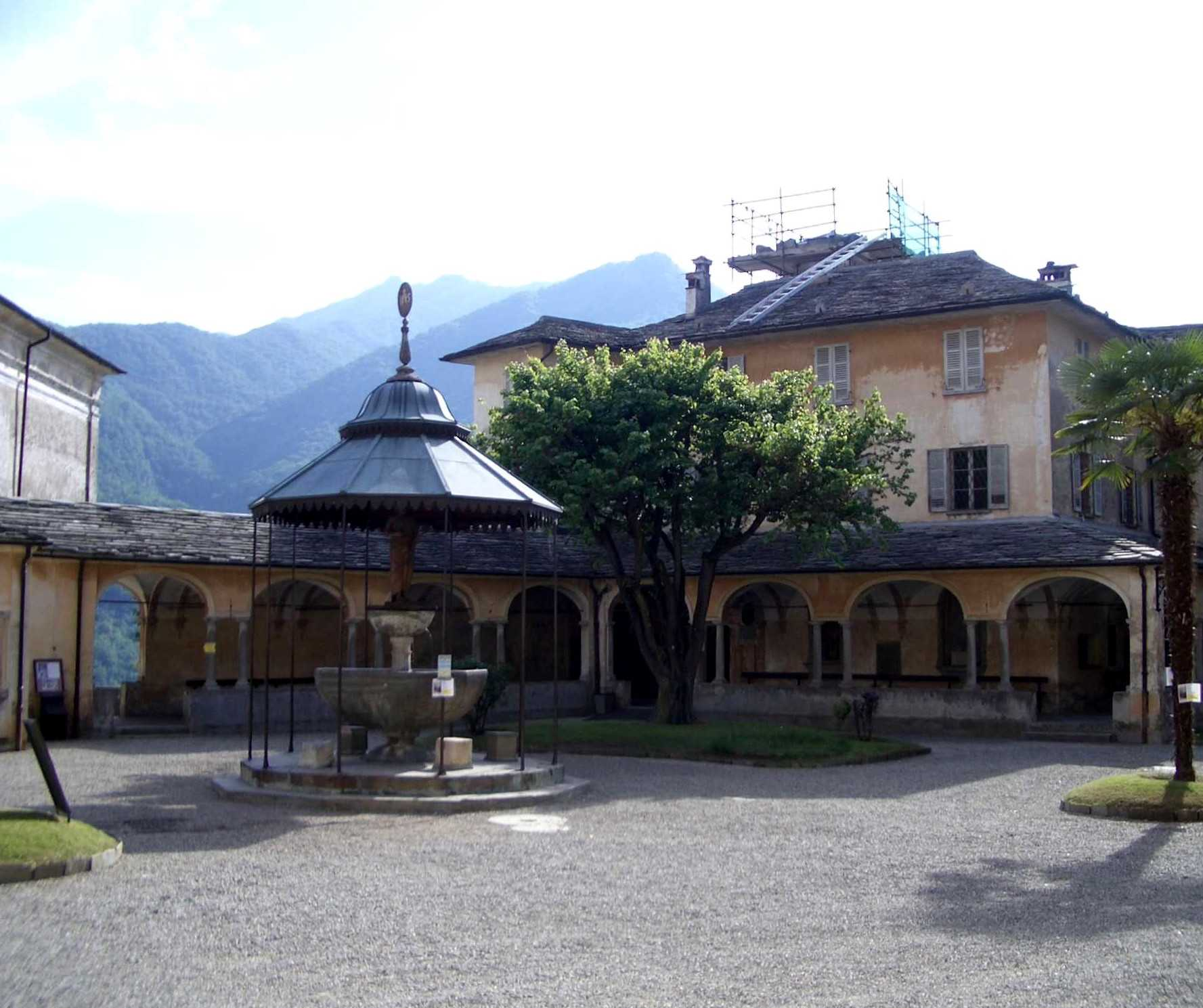
Piazza della Basilica, La fontana e la chiesa del S. Sepolcro
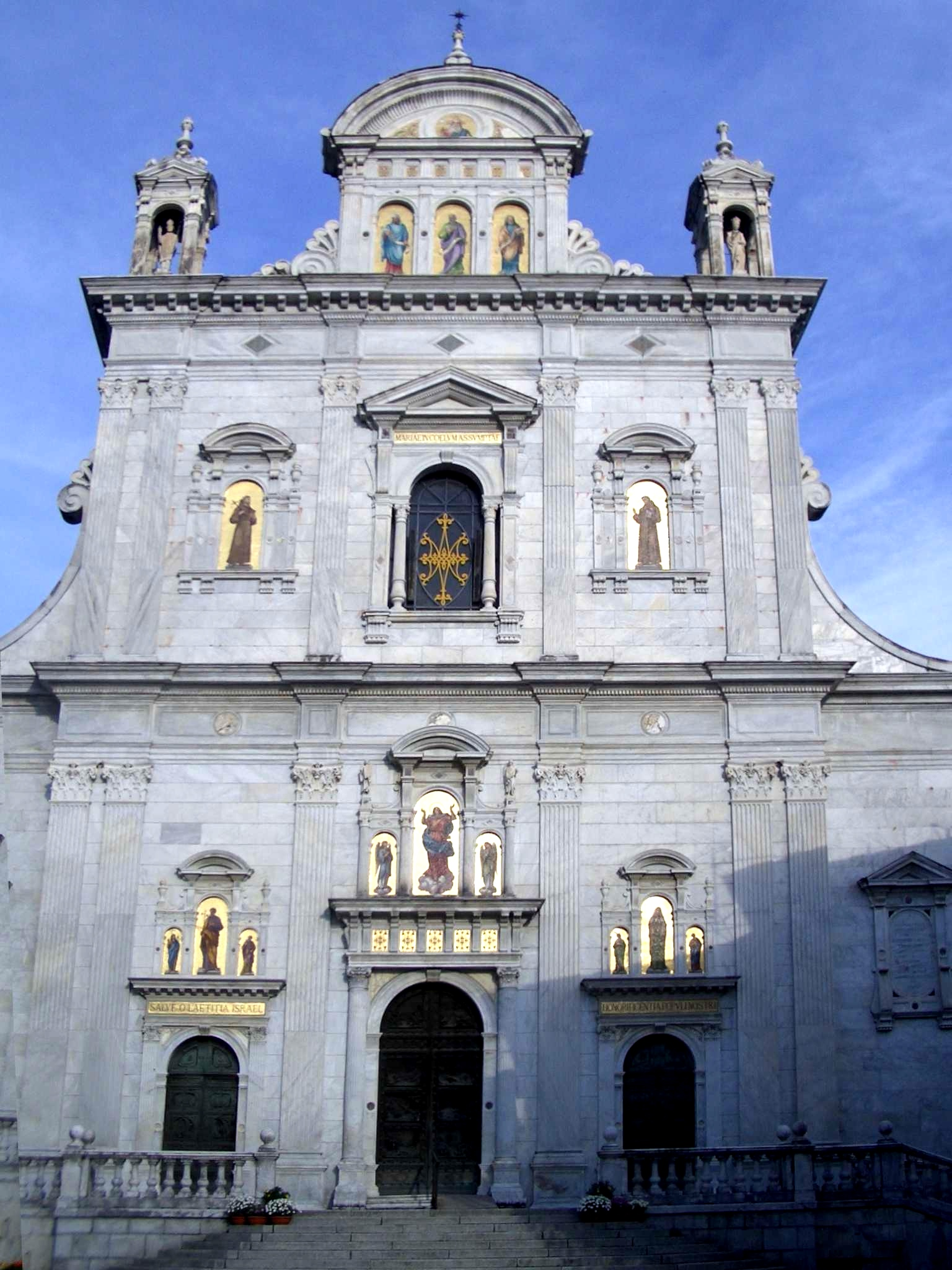
Facciata della Basilica

## Profilo artistico
Il fascino della complessa architettura della "Nuova Gerusalemme" e la reputazione di Gaudenzio Ferrari non sono riusciti, sino a tempi relativamente recenti, ad attrarre l'attenzione degli storici dell'arte. Tra i pochi visitatori dell'Ottocento capaci di cogliere appieno il genio di Gaudenzio Ferrari ed il suo ruolo di regista del Sacro Monte va menzionato l'eccentrico scrittore inglese Samuel Butler: una lapide nel loggiato del Palazzo di Pilato ne ricorda l'appassionato soggiorno. Chi più di altri ha contribuito ad affermare il valore del Sacro Monte - divenuto per lui oggetto di un innamoramento artistico che è durato per tutta la sua vita - è lo scrittore, drammaturgo e critico d'arte Giovanni Testori. A lui il Comune di Varallo ha voluto dedicare una piazza all'inizio del percorso che porta alle cappelle. Sua è l'espressione "gran teatro montano" utilizzata per connotare il complesso del Sacro Monte e l'effetto scenico delle cappelle, con gli attori principali plasticati in terracotta policroma ed una serie di astanti che si affacciano illusionisticamente dalle pareti affrescate, come nella figurazione di una "laude medievale" che coinvolge un intero paese.

Gaudenzio Ferrari, negli anni di permanenza a Varallo, mette al servizio dell'edificazione del "gran teatro montano" le sue qualità di architetto, pittore, scultore: un impegno appassionato, che non conosce momenti di ripiego, dalle statue della cappella dell’Annunciazione (ca. 1510) al formidabile complesso di statue ed affreschi che vibrano di drammaticità nella cappella della Crocifissione (1520-23). Ad essi la critica di G. Testori restituisce la dignità di uno dei punti alti dell'arte rinascimentale in Italia, sia pure di un'arte che, per essere apprezzata, richiede l'abbandono dei canoni estetici "aurei" della più celebrata cultura umanistica, per lasciarsi attrarre dalla "realtà umana" di una terra e di un paese per il quale è "il cuore che governa le ragioni della forma" e non viceversa. Così Testori si esprime a proposito delle statue dell’Annunciazione (Cappella II):
(G. Testori, Elogio dell'arte novarese, 1962, p. 21)
Gaudenzio Ferrari, il patriarca del Monte, è l'autore delle statue e dei dipinti delle cappelle V (I Magi a Betlemme), VIII (Presentazione al Tempio), XXXVIII (Crocifissione), XL (La Pietà); sue sono anche statue che troviamo nelle cappelle II (Annunciazione), VI (Natività), VII (Adorazione dei pastori); XXXII (Gesù sale la scala del Pretorio), e, verosimilmente, anche la statua del Cristo morto nella cappella del Santo Sepolcro.
L'impronta lasciata da Gaudenzio Ferrari fa dunque emergere sopra la parete di Varallo una sorta di "genius loci" che riesce a tenere legate a sé - pur nella evoluzione dei linguaggi adottati - le opere dei tanti artisti che, nei secoli, si avvicendano nella fabbrica del Sacro Monte. Le stesse raccomandazioni dei committenti esortano gli artisti a riprendere i moduli compositivi di Gaudenzio; ed è tale genio del luogo a manifestarsi in modo spontaneo nelle opere di chi, come i fratelli D'Enrico (Giovanni, Melchiorre, ed Antonio) ha respirato l'aria di quella stessa valle.

È sempre G. Testori a porre in risalto la grandezza di quell'infaticabile plasticatore, capace di straordinario realismo, che fu Giovanni d'Enrico. Le sue migliori statue tengono il confronto con quelle di Gaudenzio. Il lavoro di architetto e le statue che egli ha realizzato in una ventina di cappelle lo consacrano, dopo Gaudenzio, come secondo grande regista del Monte. A Varallo si esprime anche, con tutta la sua capacità di dar forma pittorica ad una gamma estremamente variegata di tipi umani, con fisionomie ed espressioni velocemente tratteggiate, la forza poetica del fratello minore di Giovanni d'Enrico, noto come Tanzio da Varallo, altro artista ampiamente rivalutato grazie a G. Testori. In effetti, tra i punti più alti di teatralità e di senso di angoscia presenti nella "Nuova Gerusalemme", si devono menzionare cappelle quali Gesù al tribunale di Pilato, Gesù davanti ad Erode, Pilato si lava le mani che vedono la collaborazione dei due fratelli:
(Giovanni Testori, Tanzio da Varallo, 1959, p. 29)

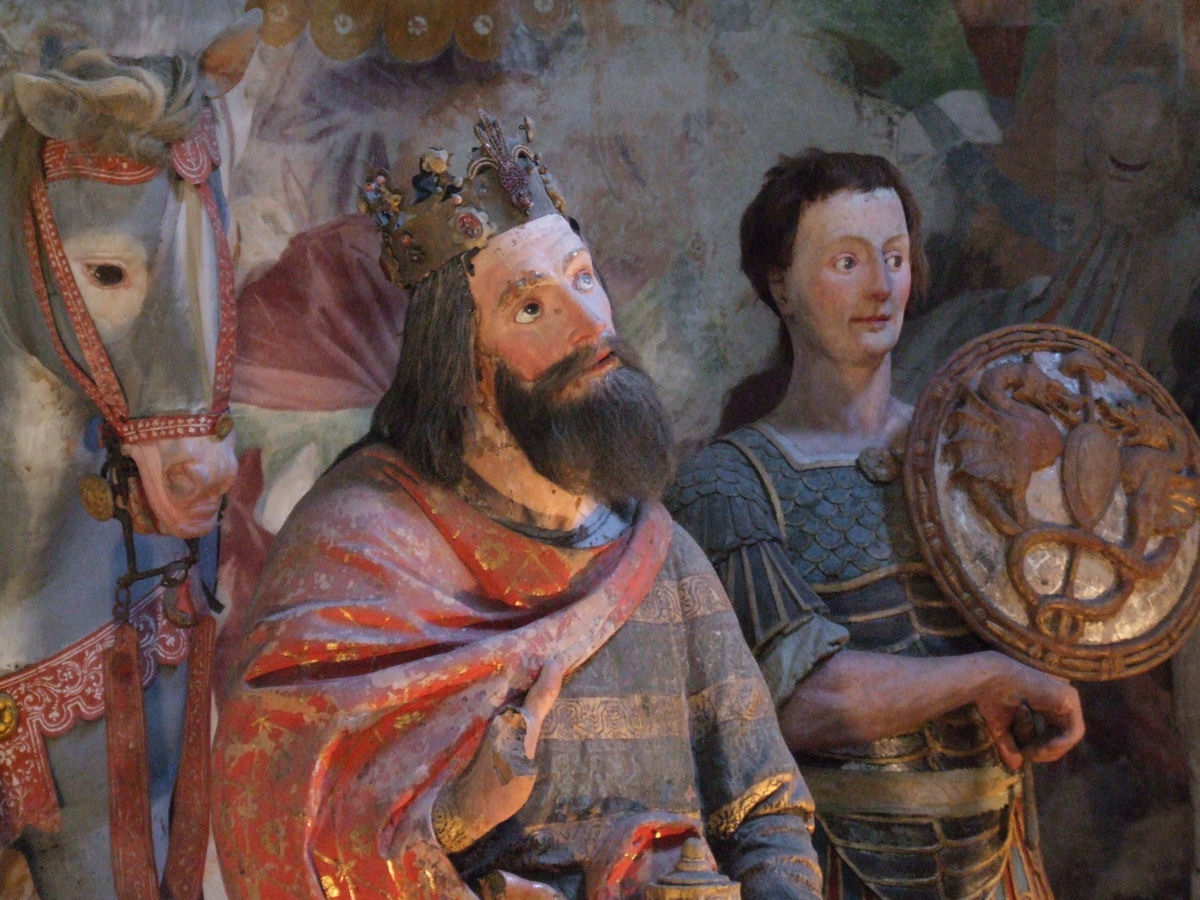
V cappella - I Magi a Betlemme (part.)
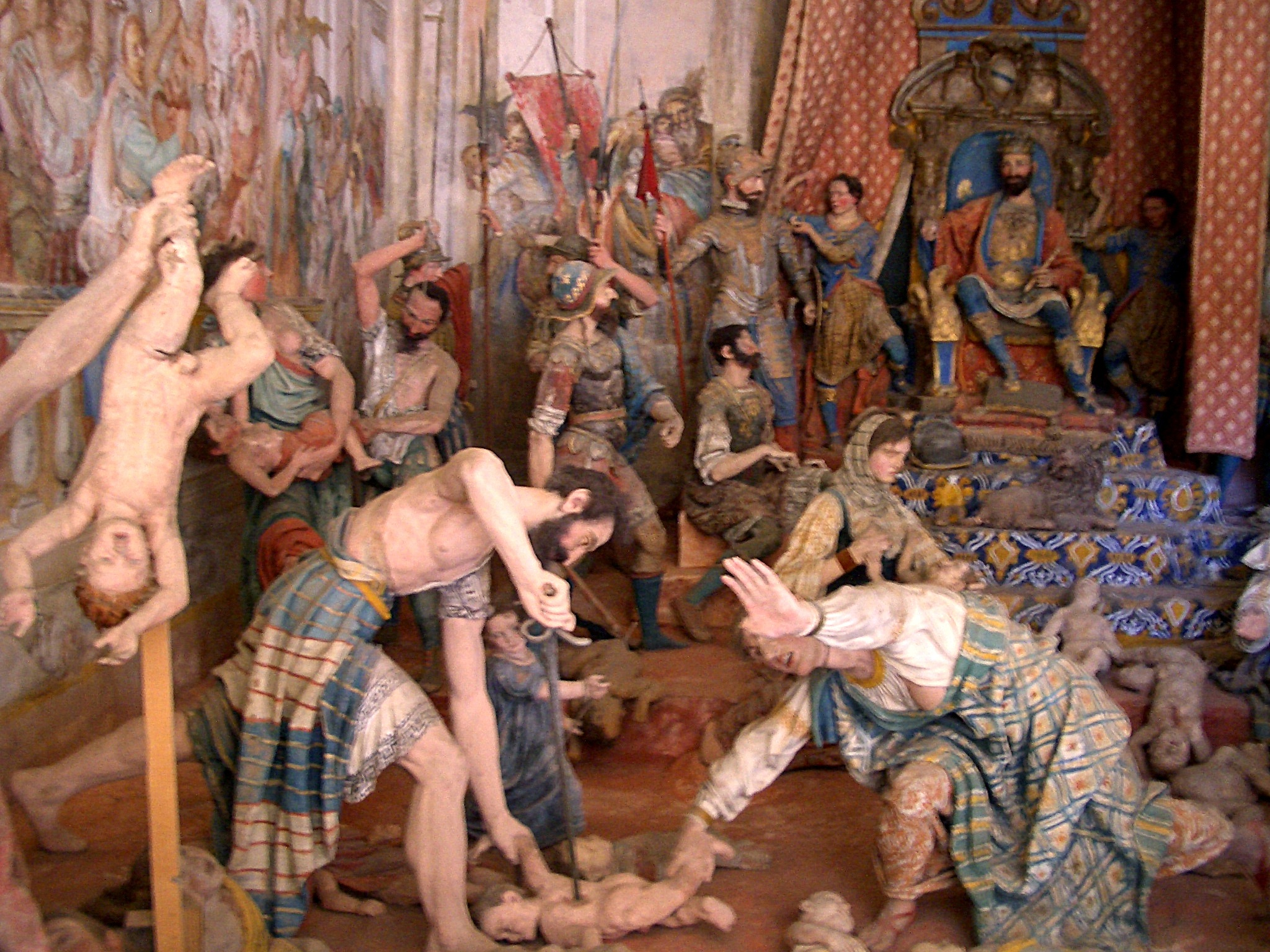
XI cappella - La Strage degli innocenti (part.)
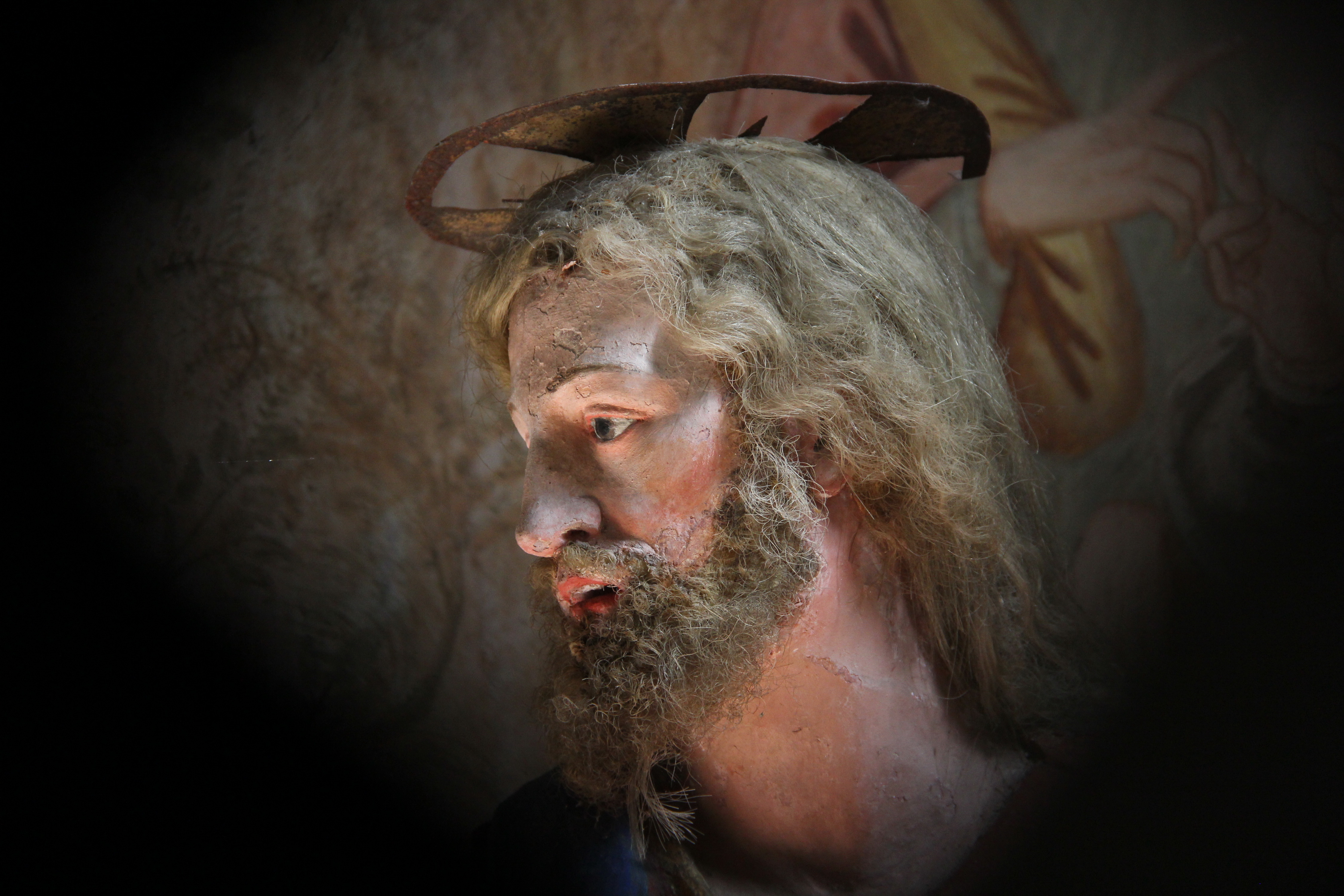
XIV cappella - La samaritana (part.)
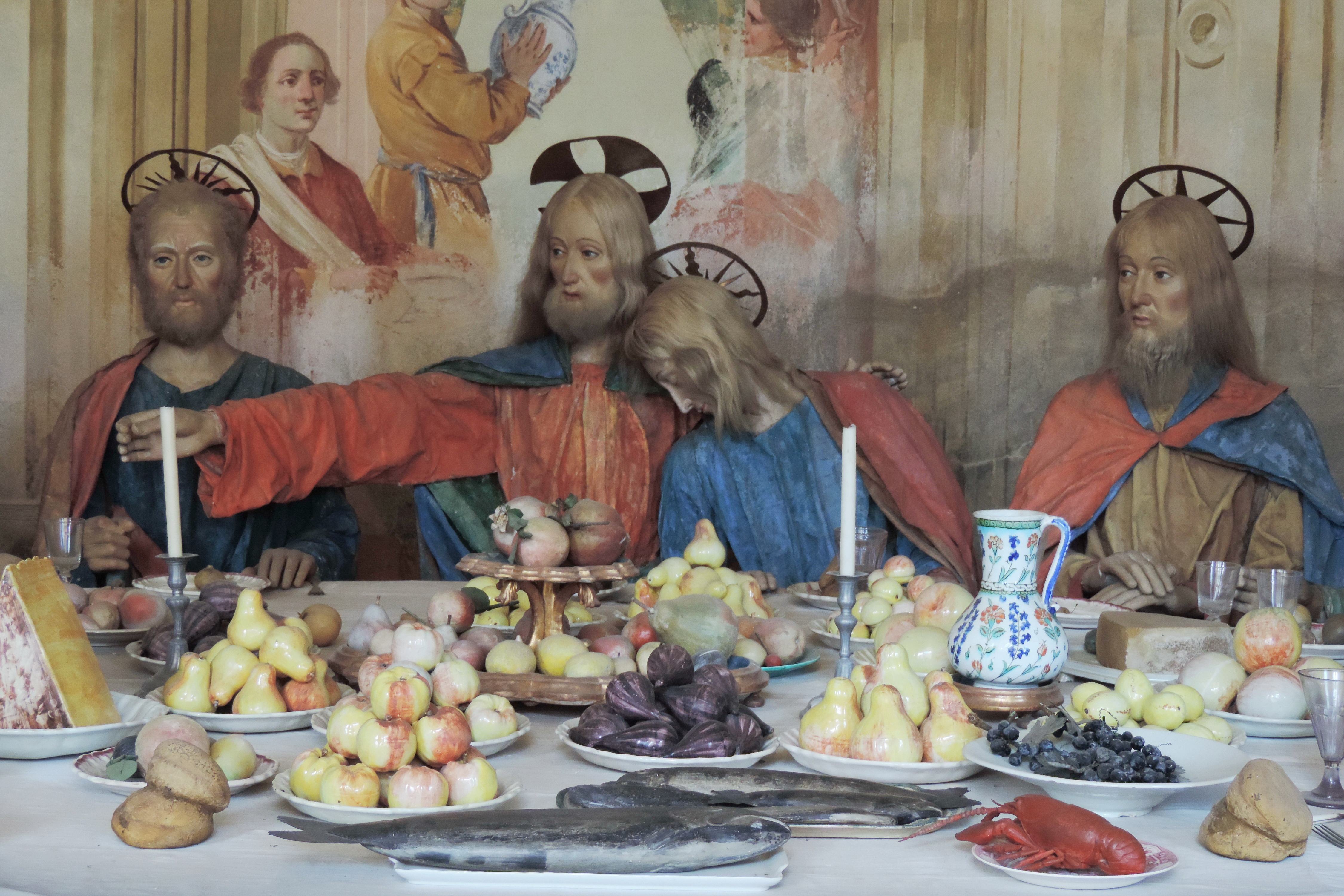
XX cappella - L'Ultima Cena (part.)
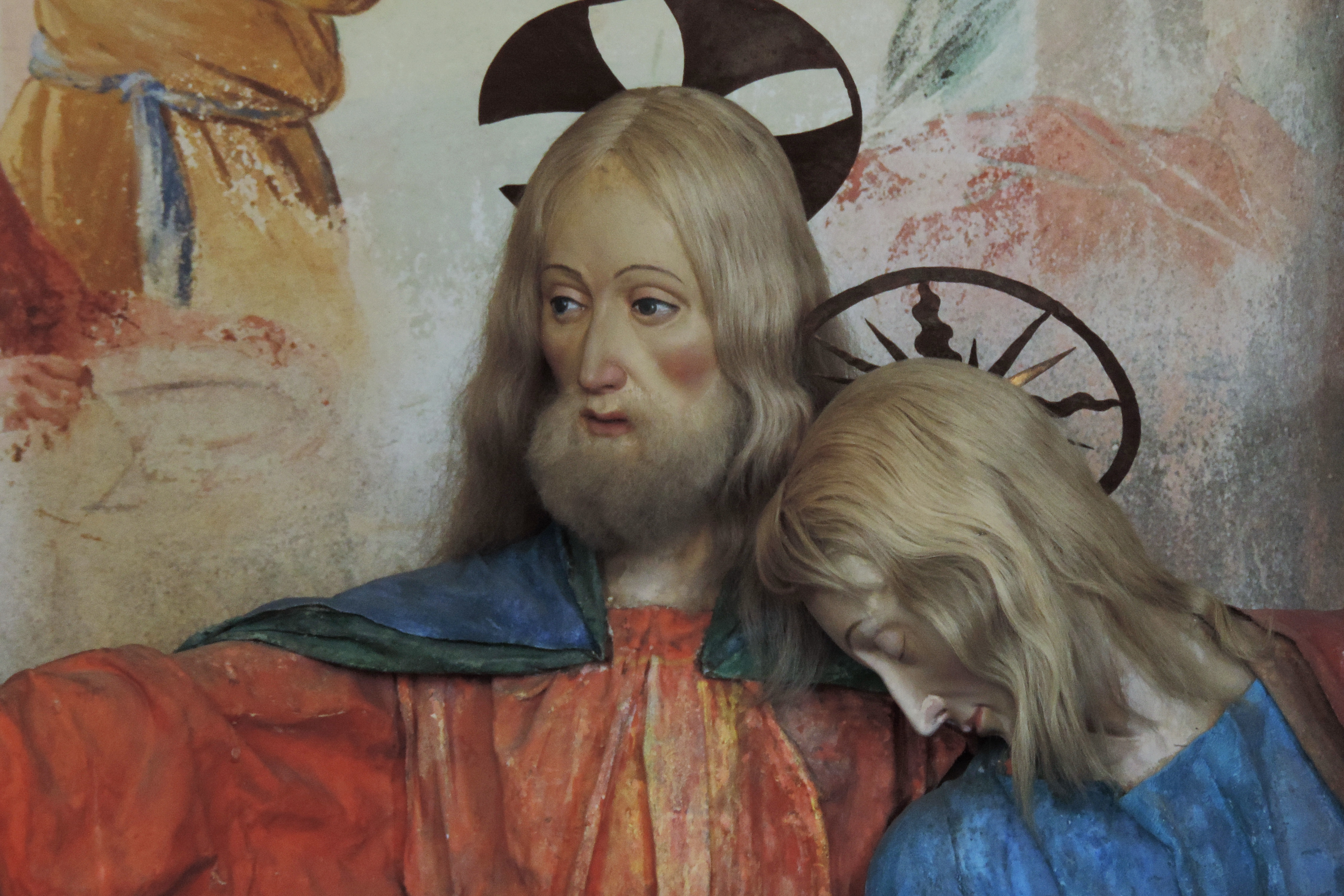
XX cappella - L'Ultima Cena (part./2)
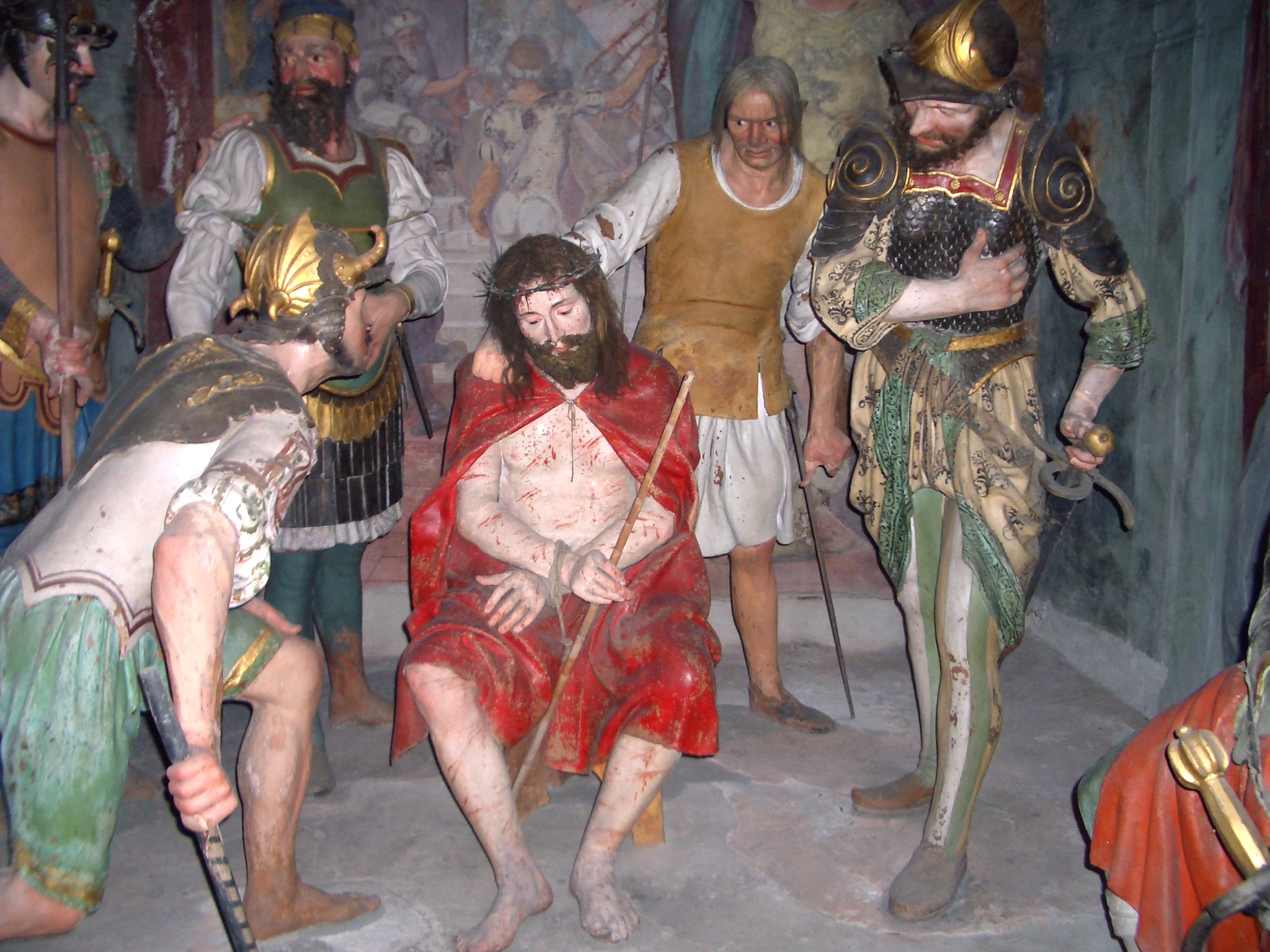
XXXI cappella - La Coronazione di Cristo (part.)
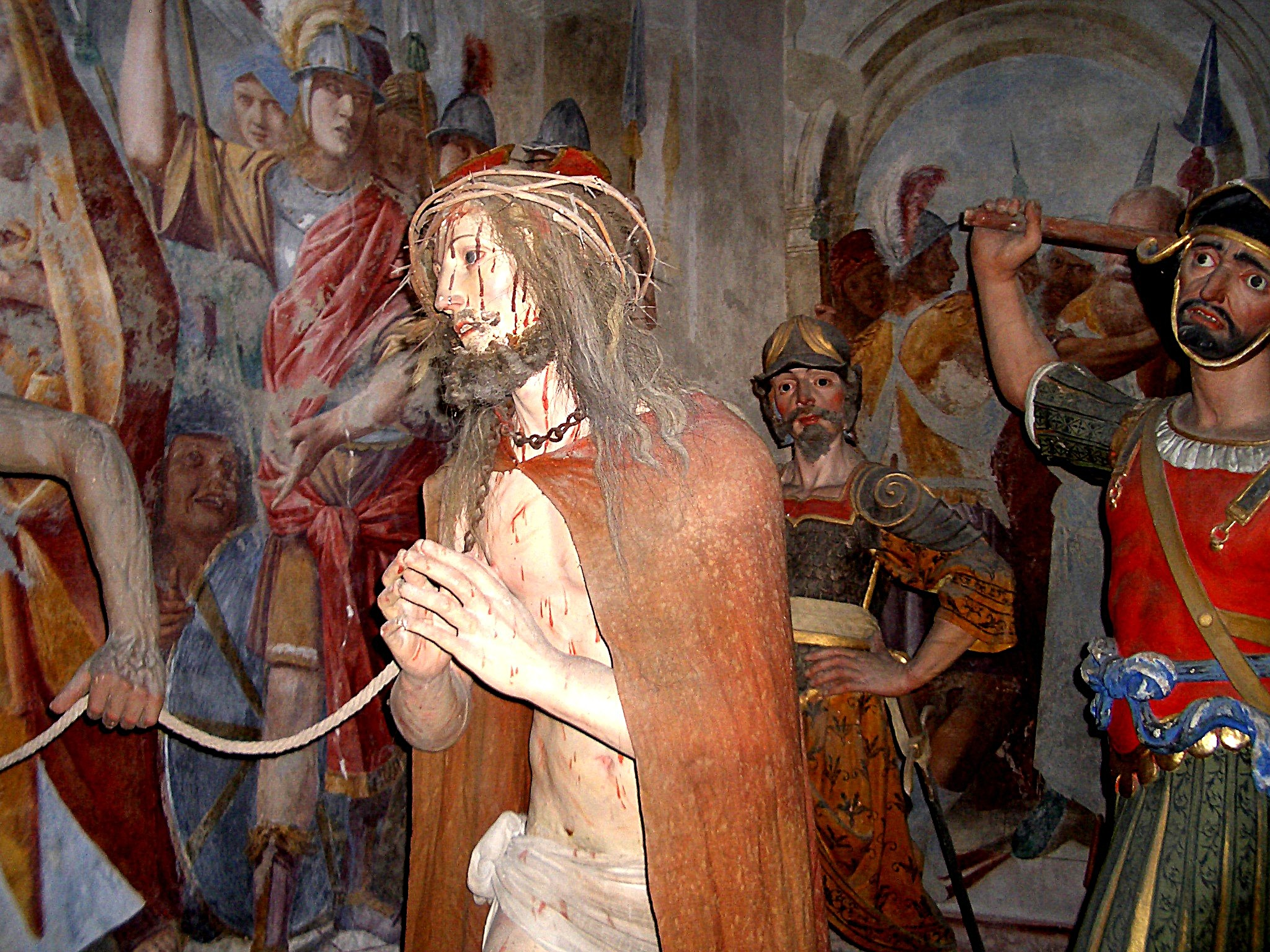
XXXII cappella - Gesù sale la scala del Pretorio (part.)
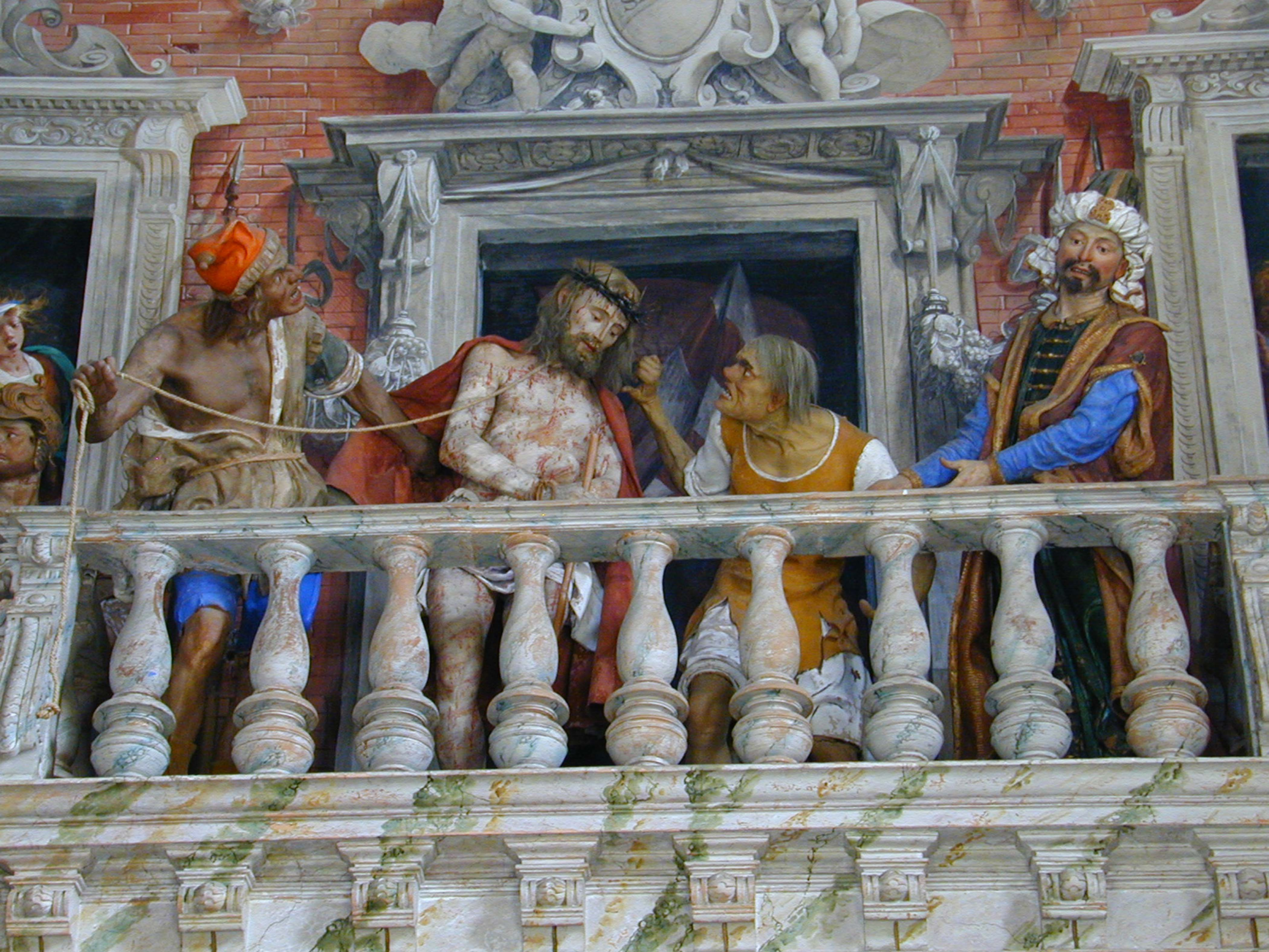
XXXIII cappella - Ecce Homo (part.)
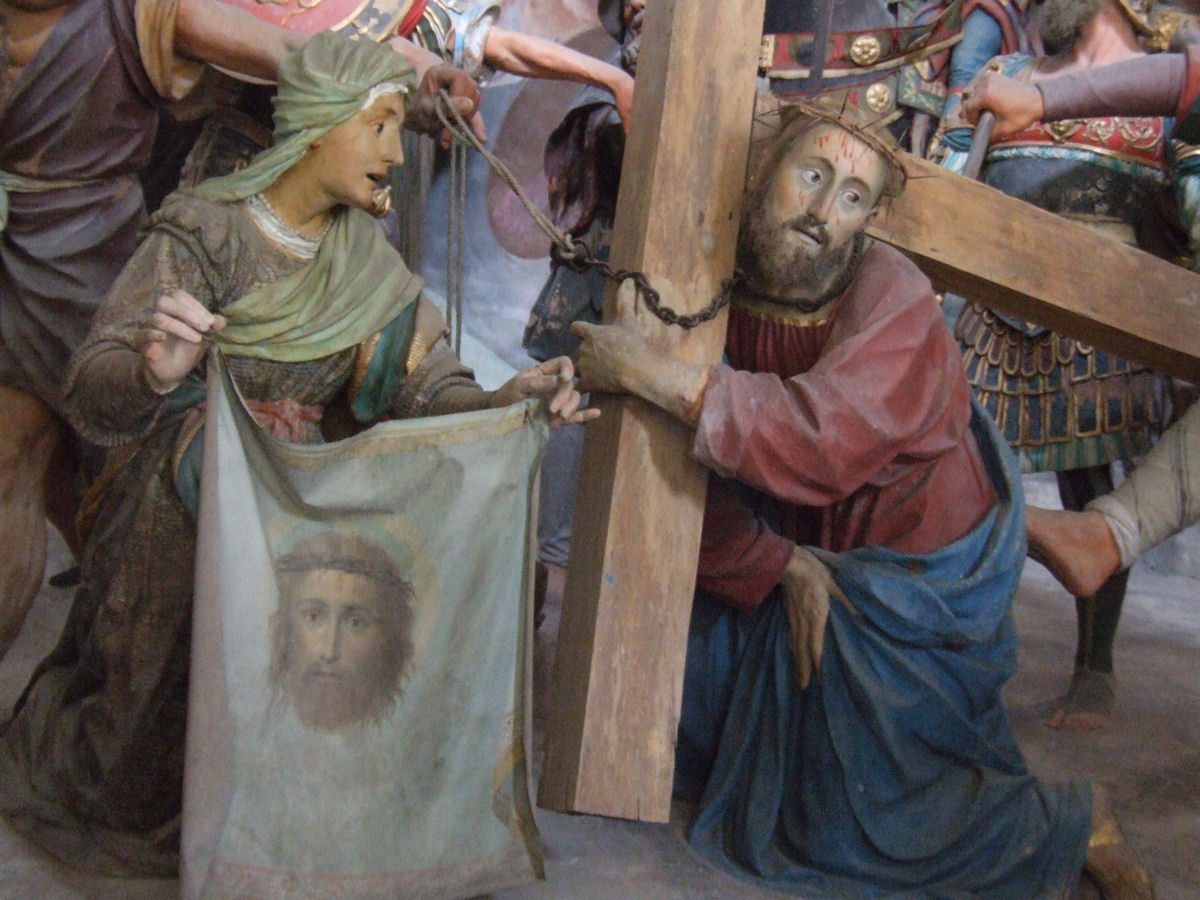
XXXVI cappella - Salita al Calvario (part.)
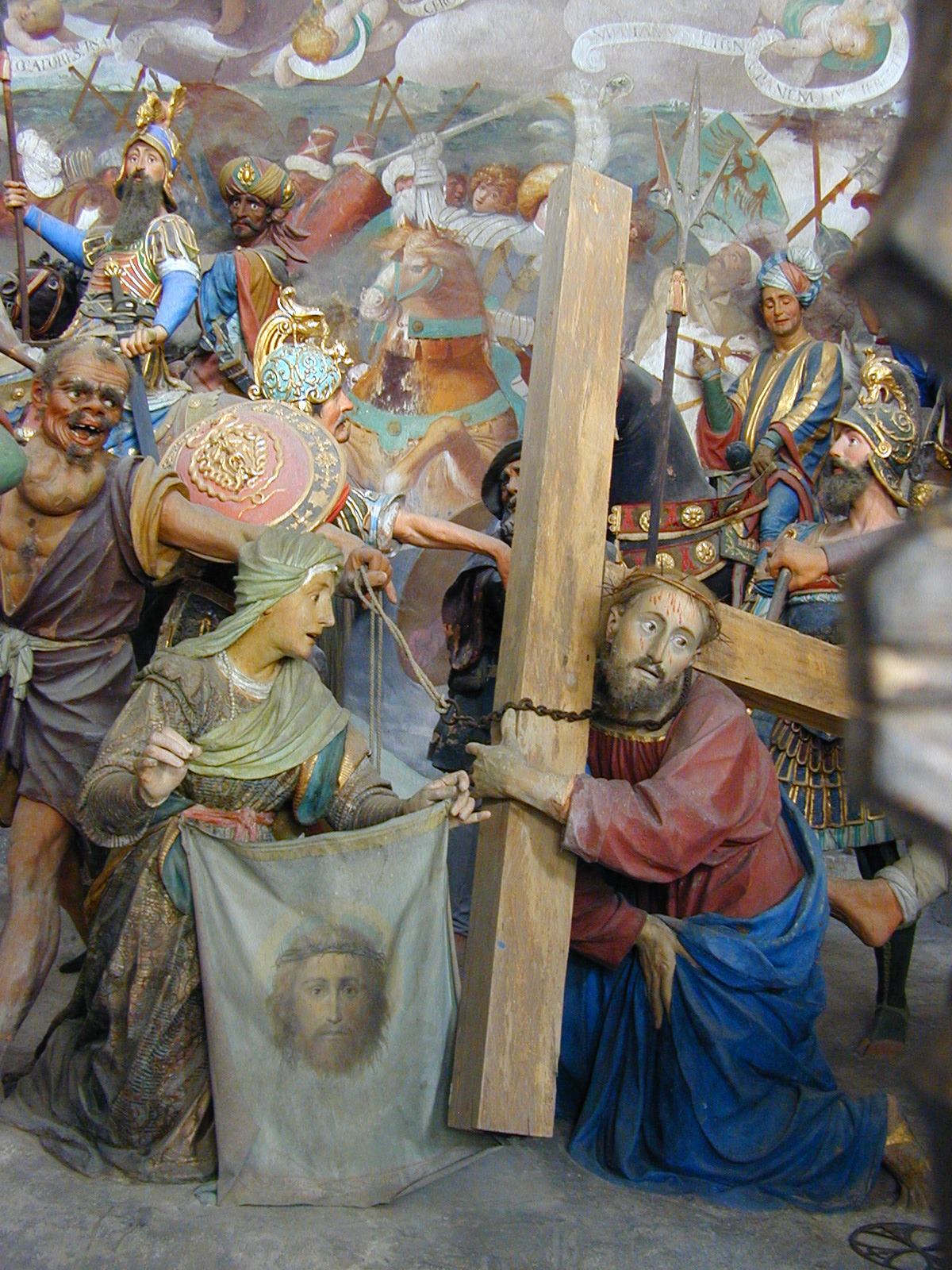
XXXVI cappella - Salita al Calvario (part./altern.)
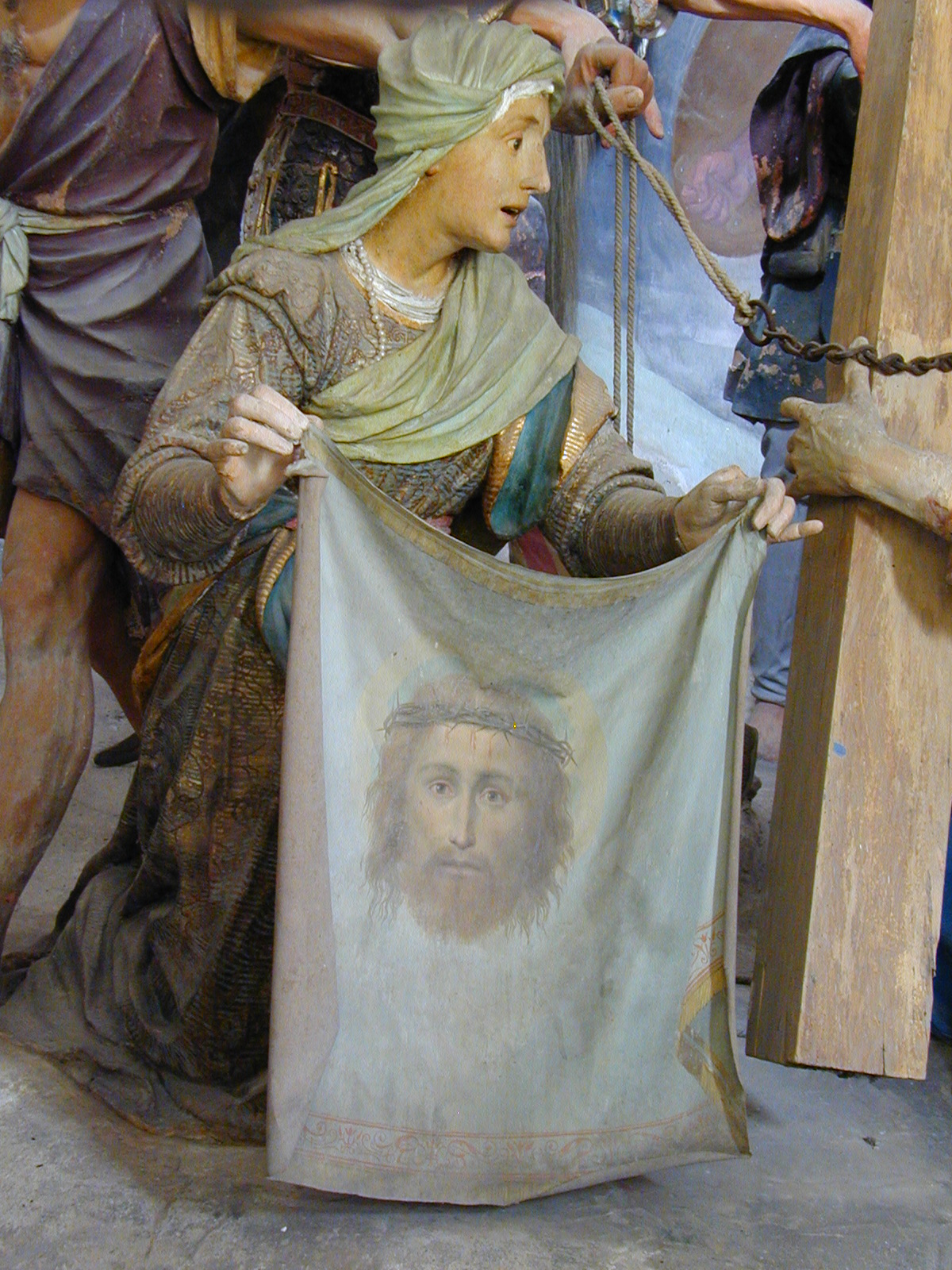
XXXVI cappella - Salita al Calvario (part./altern.)
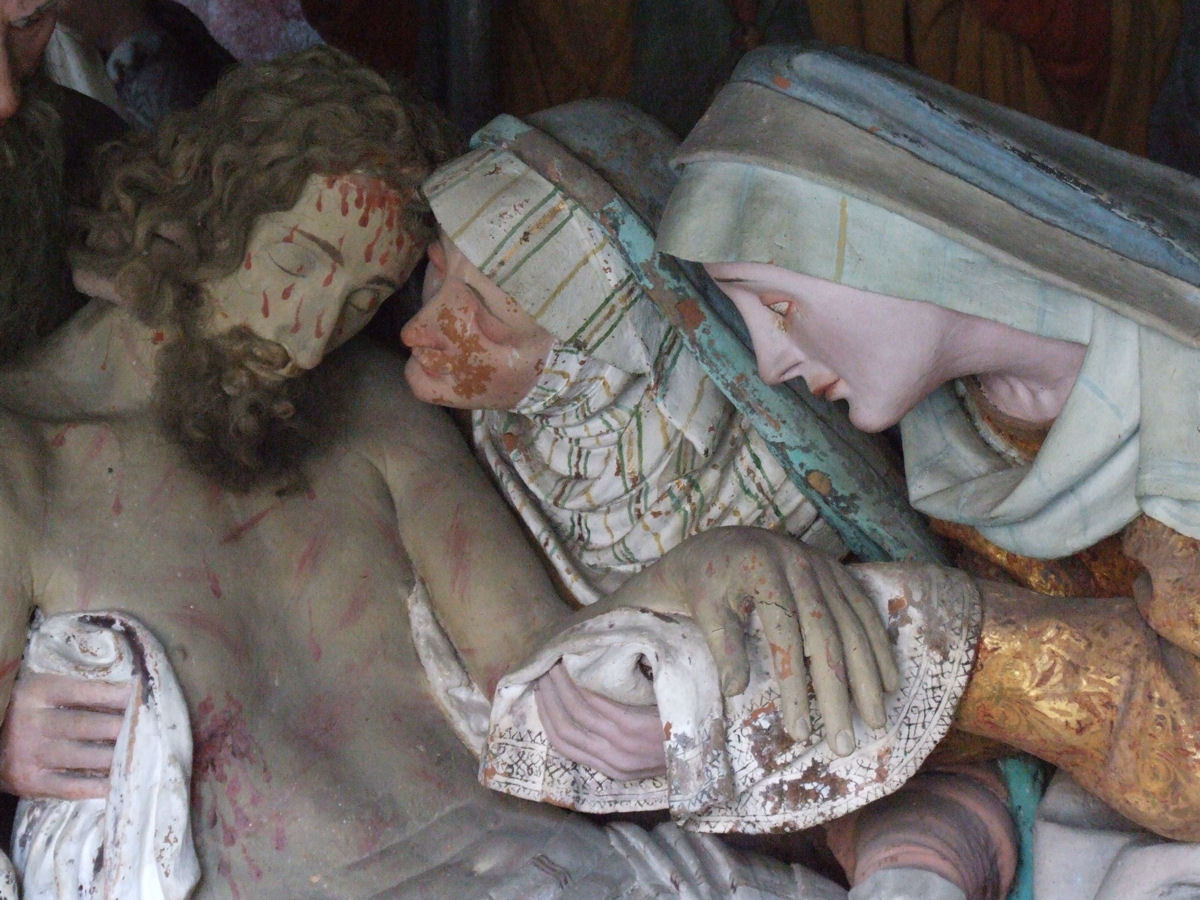
XL cappella - Lamentazione sul Cristo morto

## Artisti impegnati al Sacro Monte

### Scultori
- Giuseppe Arrigoni, attivo al S.M. nel 1722;
- Bartolomeo Badarello di Campertogno, attivo al S.M. nel 1587-89;
- Dionigi Bussola ( ? in Lombardia, ca. 1615 - Milano, 1687);
- Giovanni Battista da Corbetta, attivo al S.M. nel 1559 per la cappella dell'Incoronazione di Spine;
- Giovanni d'Enrico (Alagna (VC), ca.1559 - Borgosesia, 1644), attivo al S.M. nel 1602-40;
- Gaudenzio Ferrari (Valduggia (VC), 1475/80 -Milano, 1546), attivo al S. M. nel 1507-28;
- Giacomo Ferro, allievo di Giovanni d'Enrico, attivo al S.M. nel 1629-38;
- Luigi Marchesi (Saltrio (VA), 1799 - 1874), attivo al S. M. nel 1826);
- Giovanni Giacomo Paracca di Valsolda, detto ' il Bargnola', attivo al S. M. nel 1587-89;
- Michele Prestinari, attivo al S. M. nel 1590-95
- Carlo Antonio Tantardini (Introbio, 1677 – Roma, 1748)
- Gaudenzio Soldo di Camasco (fraz. di Varallo), allievo di Dionigi Bussola, attivo al S. M. nel 1671;
- Tabacchetti, Jean Wespin, detto il Tabacchetti (Dinant, ca. 1568 - Costigliole d'Asti, ca. 1615), attivo al S. M. nel 1599- 1602.

### Pittori
- Domenico Alfano di Perugia, attivo al S. M. nel 1587-89 e nel 1599-1600;
- Gabriele Bossi, attivo al S. M. nel 1584-85;
- Tanzio da Varallo, Antonio d'Enrico detto Tanzio da Varallo (Alagna, ca.1575 - Varallo, 1633), attivo al S. M. nel 1615-17 e nel 1627;
- Melchiorre d'Enrico (Alagna, ca. 1573 - Varallo?, ca 1642), attivo al S. M. nel 1614-19;
- Fiammenghini, fratelli Giovanni Battista (Milano, ca.1561-1627) e Giovanni Mauro della Rovere (Milano, ca 1575 -1640) detti i Fiammenghini, attivi al S. M. nel 1590-98;
- Fratelli Montaldi, Giovanni e Giuseppe Danedi, detti i fratelli Montaldi, attivi al S. M. nel 1666-76;
- Gaudenzio Ferrari (Valduggia (VC), 1475/80 -Milano, 1546), attivo al S. M. nel 1507-28;
- Pier Francesco Gianoli di Campertogno (1624 - 1690) attivo al S. M. nel 1678-79;
- Pier Celestino Gilardi (Campertogno, 1838- Borgosesia, 1905), attivo al S. M. nel 1880;
- Ceranino, Melchiorre Gilardini detto il Ceranino, (Milano, 1607- 1668), attivo al S. M. nel 1637-47
- Giovanni e Girolamo Grandi, fratelli milanesi, attivi al S. M. nel 1670;
- Bernardino Lanino (Vercelli, ca. 1512 - ca. 1582), allievo di G. Ferrari, attivo al S.M. nel 1540 ca.;
- Giulio Cesare Luini, allievo di G. Ferrari, attivo al S.M. nel 1544-45 ca.;
- Pier Francesco Mazzucchelli detto il Morazzone (Morazzone, 1573 - Piacenza?, 1626), attivo al S.M. 1607-14;
- Cristoforo Martinolio detto il Rocca, (ca. 1599- ca. 1664), allievo del Morazzone, attivo al S.M. nel 1620-22 e nel 1640-1642;
- Antonio Orgiazzi, (Valsesia, ca. 1725 - 1790), attivo al S.M. nel 1779-80;
- Sigismondo Betti, (Firenze, 1699 - dopo il 1777), lavorò alla cappella di Gesù al tribunale di Anna nel 1747;
- Fermo Stella da Caravaggio (Caravaggio, ca.1490 - ?, 1562), allievo di G. Ferrari

## Amministrazione civile e religiosa
Il Sacro Monte, e la sottostante chiesa di Santa Maria delle Grazie, è di proprietà del Comune di Varallo. Il Comune è da sempre impegnato nella tutela e nella valorizzazione del complesso monumentale e al servizio di fedeli e turisti con il suo sistema informativo. Tra questi si annovera il servizio di visita guidata al complesso e alla chiesa di Santa Maria delle Grazie curato da guide turistiche abilitate e specializzate.
I servizi religiosi del Sacro Monte sono celebrati dai Padri Oblati dei Santi Gaudenzio e Carlo (diocesi di Novara); l'amministrazione religiosa del luogo è curata da un rettore, incarico che fu ricoperto da figure religiose anche di notevole fama quali, ad esempio, il cardinale Maurilio Fossati che resse il Sacro Monte tra il 1915 e il 1924.
Nel territorio del Sacro Monte hanno sede le Suore orsoline del Sacro Monte di Varallo.

## Filmografia
- Adriano Kestenholz, Estatico Barocco. Docufiction con Gaia de Laurentiis, 35 min. Produzione Aleph film, Svizzera, 1994